# Соль (приток Чёрной)
Соль — река в России, протекает по западной части Гайнского района Пермского края и северо-восточной части Кайгородского района Республики Коми. Является левым притоком реки Чёрная. Длина реки составляет 23 км.

## Гидрография
Берёт начало в болотах, в северо-восточной части Кайгородском районе Республики Коми, на высоте ≈199 м над уровнем моря, южнее болота Сызовская Вершина. От истока течёт ≈1,5 км на восток, затем сворачивает на юг, в среднем течении преобладающим направлением становится восток, в нижнем течении доминирующее направление — юго-восток. Впадает в Чёрную немного западнее посёлка Чернореченский, на высоте 164 м над уровнем моря, в 112 км от устья.

### Притоки
В Соль впадает 5 притоков (длиной от ≈2 км до ≈6 км).

## Данные водного реестра
По данным государственного водного реестра России относится к Камскому бассейновому округу, водохозяйственный участок реки — Кама от истока до водомерного поста у села Бондюг, речной подбассейн реки — бассейны притоков Камы до впадения Белой. Речной бассейн реки — Кама.
Код объекта в государственном водном реестре — 10010100112111100001624.